# III. Phraatész pártus király
III. Phraatész  (pártus nyelven 𐭐𐭓𐭇𐭕 Frahāt) a Pártus Birodalom királya i. e. 69-től i. e. 57-ig.
Trónra lépésekor a birodalom már elvesztette korábbi nagyságát és az örmény II. Tigranész jelentős területeket szakított ki belőle. Tigranész és szövetségese, a pontoszi VI. Mihridatész vereséget szenvedtek a rómaiakkal folytatott háborúban. A konfliktusban Phraatész semleges maradt. Amikor azonban Tigranész fia hozzá menekült és a rómaiak Pontoszban voltak lekötve, bevonult Örményországba és ostrom alá vette a fővárost. Bár támadását visszaverték, később sikerült egyezségre jutnia a római Pompeiusszal és Tigranésszal és visszaszerezte Észak-Mezopotámiát és Adiabénét. Phraatészt fiai gyilkolták meg i. e. 57-ben.

## Származása
Phraatész Szinatrukész fia volt, aki valószínűleg I. Mithridatésztől származott.
Neve a pártus Frahāt (𐭐𐭓𐭇𐭕) görög átirata (Φραάτης), amely az óiráni Frahāta ("adomány") névből származik. Mai iráni változata a Farhād (فرهاد).

## Uralkodása

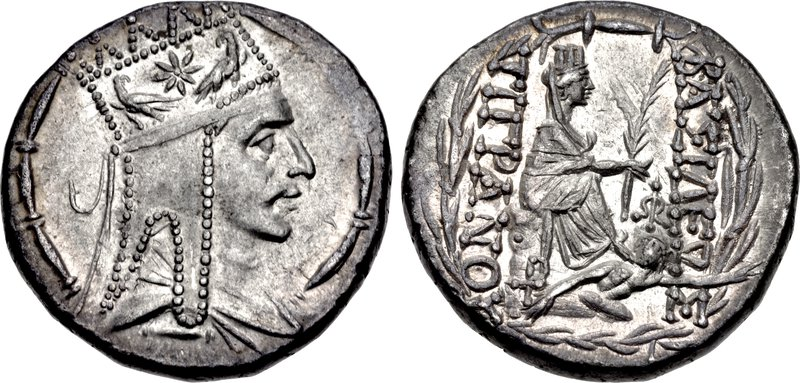
Az örmény II. Tigranész arcképe a pénzén

III. Phraatész i. e. 69-ben, apja halála után került a Pártus Birodalom élére. Országa ekkor már csak árnyéka volt néhány évtizeddel korábbi önmagának, amikor II. Mithridatész a Közel-Kelet nagyhatalmává tette. A központi hatalom tekintélye megingott és a birodalom hatalmas területeket vesztett, elsősorban korábbi vazallusa, az örmény II. Tigranész hódításainak következtében. Tigranész nem csak azt a "hetven völgyet" vette vissza, amelyet fel kellett adnia trónra kerüléskor, de megszállta Média Atropaténét, Gordüénét, Adiabénét, és Észak-Mezopotámiát is. Az örmény király meghódította a Szeleukida Birodalomból maradt Szíriát és Kilikiát is.
Trónra lépésének évében azonban a helyzet alapvetően megváltozott. A VI. Mithridatész pontoszi királlyal háborúzó rómaiak megtámadták annak szövetségesét, Tigranészt is. Lucullus kiszorította az örményeket Kilikiából és Szíriából és Tigranész kénytelen volt visszavonulni Örményországba, ahová a vereséget szenvedett VI. Mithridatész is követte. Lucullus ezután bevonult Örményországba, ahol ismét győzelmet aratott, Tigranész és Mithridatész pedig északra menekült, majd segítséget kértek Phraatésztől; cserébe megígérték, hogy visszaadják Gordüénét, Adiabénét és Észak-Mezopotámiát.
Nem ez volt az első alkalom, amikor a két király megpróbálkozott azzal, hogy Róma-ellenes szövetségbe csábítsa a pártusokat. Néhány évvel korábban, i. e. 73-ban Mithridatész már szövetséget ajánlott Phraatész apjának, Szinatrukésznak, de az inkább semleges maradt. III. Phraatész kapcsolatban állt Lucullusszal is, aki a pártusok segítségéért cserébe elismerte volna a pártusok területi igényeit Tigranésszal szemben. Bár a rómaiak kezdetben nagy sikereket értek el a Mithridatész-Tigranész kettőssel szemben, de azoknak ekkor még mindig jelentős erőik maradtak és potenciális fenyegetést jelentettek. Phraatész mindkét félnek ígérgetett, de passzív maradt és inkább kivárta a háború kimenetelét, hogy aztán a megfelelő pillanatban érvényesíthesse érdekeit.

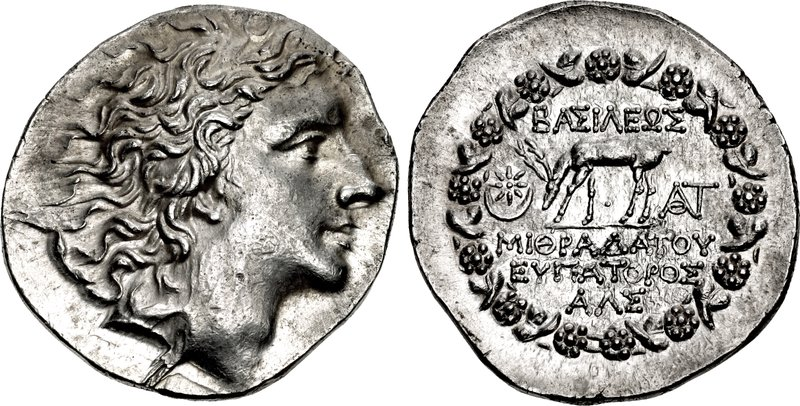
VI. Mithridatész, Pontosz királya

I. e. 66-ban Phraatész tárgyalásokat kezdett Lucullus utódjával, Pompeius Magnusszal, aki katonai segítségért cserébe elismerte volna a pártusok igényét Mezopotámiára, Adiabénére és Gordüénére. Nagyjábol ekkor II. Tigranész azonos nevű fia és örököse kegyvesztetté vált és a pártusokhoz menekült. Phraatész hozzá adta feleségül a lányát és megígérte, hogy segít neki megszerezni az örmány trónt. A szövetség révén a pártus király lehetőséget kapott arra, hogy beavatkozzon Örményország belügyeibe, a római fenyegetés ellenére megtartva azt a pártus érdekszférában. III. Phraatész és ifjabb Tigranész benyomult Örményországba és ostrom alá vették a fővárost, Artaxatát. A város makacsul kitartott és a pártus uralkodó hazatért, az ostromot az örmény trónköveteleőre bízva. Ifjabb Tigranész vereséget szenvedett az apjától és ezután inkább Pompeiushoz menekült. Idősebb Tigranész hamarosan megadta magát Pompeiusnak, aki meghagyta neki az örmény trónt, ifjabb Tigranész pedig megkapta Szóphénét és egy ígéretet, hogy apja halála után ő örökli Örményországot is. Ezzel szemben egy kis idő múltán elfogták és Rómába szállították. Ennek oka nem ismert, talán felelevenítette a szövetségét Phraatésszel, hogy megbuktassa apját; mások szerint a pénzügyek miatt különbözött össze Pompeiusszal. I. e. 65 tavaszán Phraatész követséget küldött a rómaiakhoz hogy tiltakozzék veje elfogása miatt, akit azonban nem engedtek szabadon. Ugyanezen év végén a pártusok visszafoglalták Adiabénét, Gordüénét és Észak-Mezopotámiát. Az Aulus Gabinius és Lucius Afranius által vezetett keleti római erők azonban visszaszorították őket egészen a Tigris folyóig és Gordüénét átadták Tigranésznek.
Phraatész ismét tiltakozó követséget küldött, de ezúttal sem járt sikerrel. I. e. 65/64 telén a rómaiak kivonultak Mezopotámiából és Pompeius újrakezdte VI. Mithridatész elleni háborúját. A pártus király kihasználta a kínálkozó alkalmat és i. e. 64 elején bevonult Örményországba. Végüül megegyezés született, Mezopotámiát és Adiabénét elismerték pártus területnek, míg Gordüéné a római befolyási övezetbe került. Ezenfelül Phraatész és Tigranész békét kötöttek.

## Halála
I. e. 57 körül Phraatészt két fia, Mithridatész és Oródész meggyilkolta. Oródész eleinte támogatta bátyja uralmát, de hamarosan fellázadt és a Szuren klán támogatásával i. e. 55-ben legyőzte Mithridatészt.
III. Phraatész volt az első pártus király aki határozott lépéseket tett a II. Mithridatész után hanyatlani kezdő birodalom területének és státuszának visszaállítására. Célját részben sikerült elérnie, visszaszerezte Észak-Mezopotámiát és Adiabénét. Örményországot nem sikerült visszaterelnie a pártus befolyási övezetbe; ezirányú erőfeszítéseit fia, II. Oródész folytatta.

## Pénzei

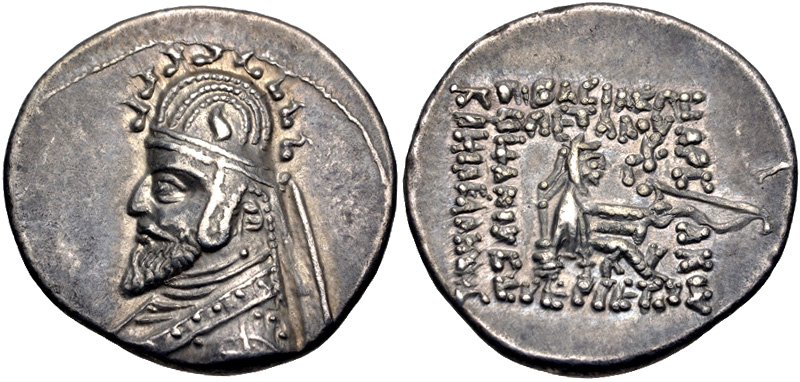
III. Phraatész képe magas fejfedőben

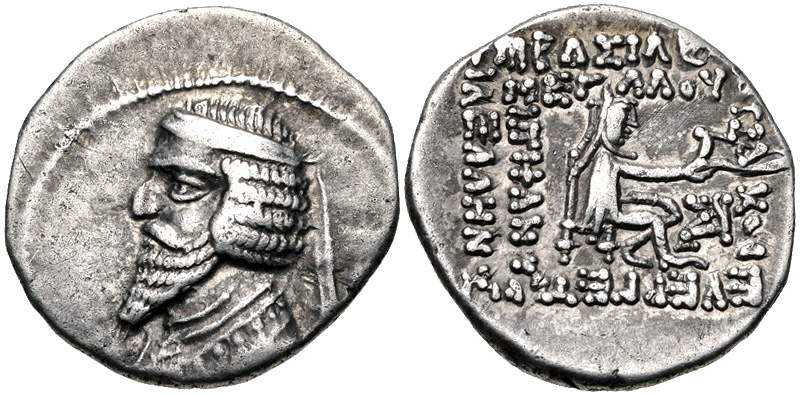
Phraatész diadémot viselve

Phraatész pénzein gyakran megjelennek a görög Epiphanész ("isten megnyilvánulása"), Theopatór ("apja isten") és az Eupatór ("apja nemes") jelzők, amelyekkel isteni leszármazásukat hangoztatva bizonyította jogosultságát az uralkodásra. Az érméken feltüntette a megszokott "nagykirály" , illetve a "királyok királya" címeket (utóbbi II. Mithridatész után kikopott a rendszeres használatból, III. Phraatészen kívül csak IV. Phraatész elevenítette fel). A többi pártus királyhoz hasonlóan saját neve helyett a dinasztiaalapító Arszakész címként használt nevét tüntette fel.
Az érmék elülső oldalán Phraatész arcképe látható vagy szarvasokkal díszített magas méd fejfedőben (apja hordott még hasonló fejfedőt, szaka szövetségesei iránti tiszteletből), vagy hellenisztikus jellegű diadémmal. III. Phraatész utódai hosszú ideig csak diadémmal ábrázoltatták magukat. Megfigyelhető, hogy a pártus vazallus persziszi királynak, I. Pakórosznak ugyanolyan a hajviselete, mint III. Phraatésznek.
A pénzérmék hátoldalán a pártus pénzek hagyományos ülő íjászalakja található, de nem a szokásos hosszú ujjú kabátban, hanem azt a nyitott nyakú tunikát viseli, mint a király az érme másik oldalán; vagyis a figura Phraatésszel azonosítható. Az alak kezén egy sasszerű madár is megfigyelhető, amely feltehetően – mivel a pártusok a hellenisztikus ikonográfiát használták saját isteneik ábrázolásában – Zeusz sasmadarát utánozva Verethragnát ábrázolja.

## Családja
A babiloni írásos feljegyzésekből Phraatész két feleségének neve ismert: Piriusztana és Teleuniké. Ismert gyermekei:
- IV. Mithridatész, pártus király i. e. 57-től 54-ig.
- II. Oródész, pártus király i. e. 57-től 37-ig.[39]
- ismeretlen nevű lány, ifjabb Tigranész felesége.[14]

## Fordítás
- Ez a szócikk részben vagy egészben  a   Phraates III című angol Wikipédia-szócikk ezen változatának fordításán alapul.  Az eredeti cikk szerkesztőit annak laptörténete sorolja fel. Ez a jelzés csupán a megfogalmazás eredetét és a szerzői jogokat jelzi, nem szolgál a cikkben szereplő információk forrásmegjelöléseként.

| Előző uralkodó: Szinatrukész | Pártus király I. e. 69 – I. e. 57 | Következő uralkodó: IV. Mithridatész |